# Michael Triegel

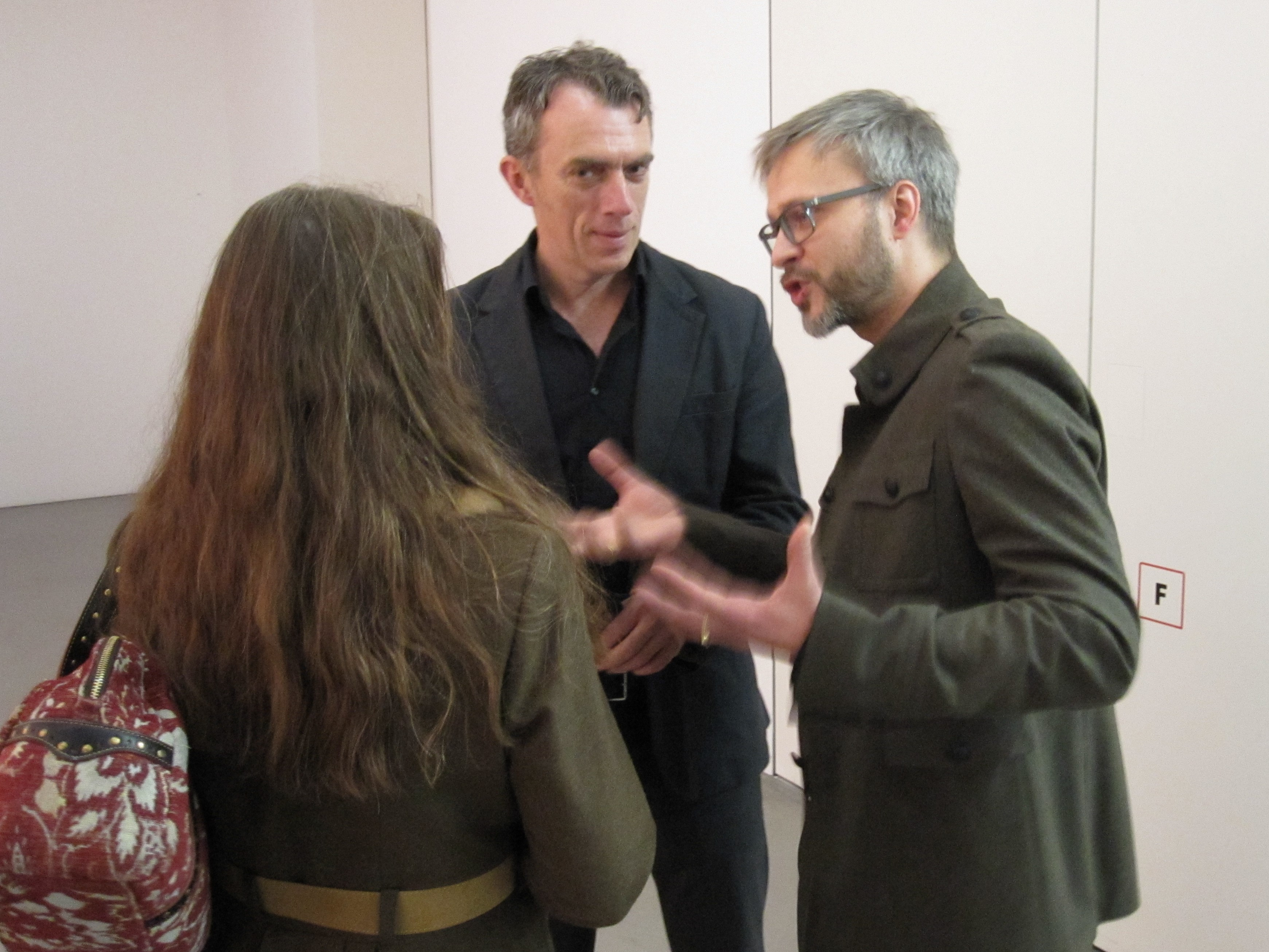
Michael Triegel (re), Neo Rauch und Rosa Loy bei der Finissage zur Triegel-Ausstellung „Verwandlung der Götter“, Leipzig 2011

Michael Triegel (* 13. Dezember 1968 in Erfurt) ist ein deutscher Maler, Zeichner und Grafiker. Er lebt und arbeitet in Leipzig.

## Leben und Werk
Nach dem Abitur 1987 arbeitete Michael Triegel zunächst als Schrift- und Grafikmaler. 1990 begann er das Studium der Malerei und Grafik bei Arno Rink an der Hochschule für Grafik und Buchkunst Leipzig, das er 1995 mit Diplom abschloss. Nach eigenen Aussagen fällt in diese Zeit sein künstlerisches Erweckungsmoment in einer römischen Kirche: „Ich hatte da wirklich so im Goetheschen Sinne meine zweite Geburt.“ Regelmäßige Reisen nach Italien, Großbritannien und in die Schweiz prägten seine Landschaftsmalerei. Als Landesstipendiat absolvierte er von 1995 bis 1997 ein Aufbaustudium bei Ulrich Hachulla und erhielt 1998 das Meisterschülerdiplom. 1996 erhielt Michael Triegel den Deutschen Kunstpreis der Volks- und Raiffeisenbanken und drei Jahre später den Helen-Abbott-Förderpreis, Berlin-New York für bildende Kunst. 1998 erhielt er den Kunstpreis Der Mensch im Raum der Dragoco AG. 2009 folgte die Verleihung des Kulturpreises Kunst und Ethos vom Verlag Schnell und Steiner.
Mit der Ausführung des Wandbildes im historischen Rathaus Plochingen (Baden-Württemberg) im Jahre 2000 wurde auch eine breite Öffentlichkeit auf Michael Triegel aufmerksam. Seine Allegorie der Guten Regierung lehnt sich an die bereits in der italienischen Frührenaissance entstandenen Rathausbilder an. Triegel entwirft hierbei ein Panorama allegorischer Darstellungen, die ein Programmbild repräsentativer Stadtführung entstehen lassen.
Auf Empfehlung von Werner Tübke erhielt Triegel seinen ersten kirchlichen Auftrag, die Neugestaltung der Predella für den spätgotischen Schnitzaltar in der kleinen Kapelle in Barsinghausen-Langreder bei Hannover. 2005 wurde ihm die Ausführung eines Flügelaltars durch die evangelische Kirchengemeinde von Grave im Weserbergland anvertraut, den er 2006 vollendete. Der Altar zeigt im geschlossenen Zustand eine Darstellung des Jüngsten Gerichts, in der Triegel der Christusfigur sein eigenes Antlitz verliehen hat. Die Innenansicht zeigt mittig eine Anbetung des Kindes, der linke Flügel die Taufe Christi, der rechte eine Abendmahlszene. Noch im selben Jahr erteilte man ihm als Wettbewerbssieger unter dem Thema Gottes Wort den Auftrag für die Neugestaltung eines abgebrannten Seitenaltarretabels in der Pfarrkirche St. Laurentius (Ebern) in Unterfranken. Ende 2007 wurde es vollendet und eingeweiht. Die Außenansicht zeigt Abraham und Isaak, im Zentrum der Innenansicht steht die Bekehrung Pauli, links davon offenbart sich die Steinigung des Stephanus, rechts die Auferweckung der Tabea.
Die Ausführung eines Deckengemäldes für die Dommusik in Würzburg 2009/2010 setzt die Reihe der kirchlichen Aufträge fort. Das mit 3,8 m mal 2,3 m monumentale Deckenbild mit dem Titel Harmonia Mundi kann hierbei als Beispiel nicht nur für die handwerkliche Virtuosität Triegels dienen, sondern auch als Beweis seiner umfassenden geistes- und kulturgeschichtlichen Bildung. Mittels der Kombination verschiedener Göttergestalten, wie Pan, Apoll oder  Athene, gelingt ihm die Verbildlichung der „auf der Ordnung der Zahlen beruhende[n] Weltdeutung des Pythagoras.“
Das 2009 geschaffene Porträt des Regensburger Bischofs Gerhard Ludwig Müller bereitete Triegel den Weg hin zur Auftragsvergabe, 2010 Papst Benedikt XVI. zu malen. Das Bistum Regensburg beauftragte ihn mit einem Porträt für das Institut Papst Benedikt XVI. Es wurde am 27. November 2010 zusammen mit sämtlichen Vorarbeiten und Studien im Museum der bildenden Künste in Leipzig der Öffentlichkeit vorgestellt. Karin Schulze schrieb dazu im Spiegel:

„Ein großes Bild ist das aber nicht. Dem Vergleich mit Raffaels berühmtem, eigentümlich kargen und verstörend unrepräsentativen Bildnis von Papst Julius II. hält es schon gar nicht stand.“

Sven Behrisch schrieb in der Zeit:

„Mit Benedikts konzentriertem Gemälde […] schuf Triegel nicht nur sein bestes Werk. Er gibt auch dem Genre des Papst-Porträts neuen Sinn […] Triegel hat nicht nur den Papst, er hat die katholische Kirche porträtiert: herrisch und zweifelnd, überheblich und gebrechlich. Er hat geschafft, was der Kirche in letzter Zeit nicht immer gelang: sich menschlich zu zeigen.“

Eine zweite Fassung des Porträts von Benedikt XVI., dem ersten ähnlich, wurde am 16. April 2013, dem 86. Geburtstag Benedikts XVI., in der deutschen Botschaft beim Heiligen Stuhl enthüllt. Ein weiterer Höhepunkt im Jahr 2010 und Beweis für die breite öffentliche Anerkennung seines kontrovers diskutierten Werks stellte die erste umfassende Retrospektive Verwandlung der Götter im Leipziger Museum der bildenden Künste dar. Über 60 Gemälde erlaubten einen repräsentativen Einblick in sein Œuvre und gaben dem Kunstpublikum die Möglichkeit, die künstlerische Entwicklung Michael Triegels von der Mitte der 1990er Jahre bis zum Jahr 2010 nachzuvollziehen. Ende des Jahres 2010 erhielt Triegel einen weiteren Auftrag durch die katholische Kirche. Für die neu renovierte Stadtpfarrkirche St. Augustinus in Dettelbach (Bistum Würzburg) fertigte er ein Altarretabel mit Szenen aus dem Leben des Heiligen Augustinus. Der Flügelaltar wurde am Gedenktag des Heiligen Augustinus, am 28. August 2011, geweiht. Das Werk Karfreitag 1300 entstand 2012.
In der Osternacht 2014 wurde Triegel von Bischof Heiner Koch in der Dresdner Hofkirche katholisch getauft. Im Zeitraum 2014/15 gestaltete Michael Triegel zwei Thermenfenster in der Pfarrkirche St. Maria Himmelfahrt in Köthen.
Von 2020 bis 2022 schuf er eine neue Mitteltafel für den Marienaltar von Lucas Cranach im Westchor des Naumburger Doms, von dem nur die Seitenflügel  erhalten waren. Im Dezember 2022 wurde der gesamte Marienaltar samt der Mitteltafel aufgrund der Intervention der Denkmalschutz-Behörde wieder entfernt, ist aber im Dezember 2023 wieder an seinen Standort im Westchor zurückgekehrt, wo er zunächst vorbehaltlich der endgültigen Klärung bis Juli 2025 zu sehen sein wird.
Das Werk Michael Triegels umfasst bisher Gemälde, Aquarelle, Zeichnungen und Radierungszyklen. Neben Landschaften, Stillleben und Porträts sind es vor allem die komplexen künstlerischen Auseinandersetzungen mit dem antik-mythologischen und christlich-heilsgeschichtlichen Erbe, die als charakteristisch für seine Kunst wahrgenommen werden. Immer wieder wird Triegel deshalb auch in eine Traditionslinie mit renommierten Künstlern aus der ehemaligen DDR gerückt, so vor allem Werner Tübke. Neben der Aufarbeitung biblisch-mythologischer Stoffe und deren Übertragung in die eigene Gegenwart verbindet ihn mit Tübke auch die zeichnerische Präzision, das handwerkliche Können. Das wurde Triegel in seinem Studium an der Hochschule für Grafik und Buchkunst vermittelt. Seine Arbeitsweise ist sehr zeitintensiv. Auf einem aufwendig grundierten Malgrund wird die Komposition der zentralen Linien und Objekte festgehalten. Dann arbeitet der Künstler mit reduzierten Grisaille-Tönen sukzessive einzelne Partien plastisch heraus. Die Farbe wird schließlich in vielen Lasuren aufgetragen, um eine intensive und strahlende Farbwirkung zu erzielen.
Stilistisch orientiert sich Michael Triegel überwiegend an den Malern der italienischen Renaissance und des Manierismus, wie Raffael, Leonardo, Pontormo oder Bronzino. Dabei geht es ihm nicht um ein bloßes kunsthistorisches Zitat, sondern vielmehr um die Suche nach „Gegenmodellen“ und Archetypen.
Michael Triegel ist mit der Künstlerin und Illustratorin Christine Salzmann verheiratet. Sie sind Eltern einer erwachsenen Tochter.
Aufgrund einer Betroffenen in seinem engen persönlichen Umfeld engagiert sich Triegel für die Mukoviszidose-Hilfe. Er war mehrmals Schirmherr des Leipziger Mukolaufs – ein jährlicher Spendenlauf des Vereins „Mukoviszidose Selbsthilfe Leipzig e. V.“.

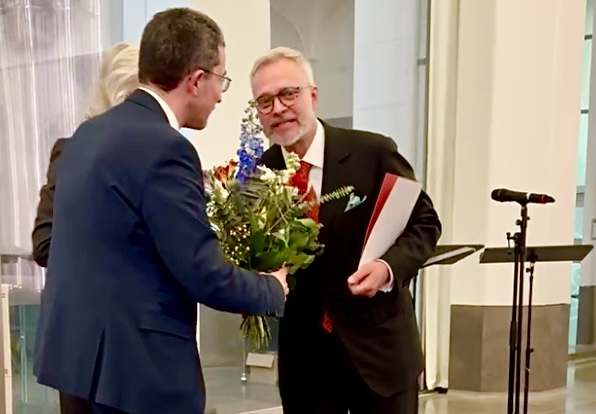
Triegel erhält Ehrendoktorwürde der Universität Leipzig 2025

Michael Triegel erhielt am 29. April 2025 die Ehrendoktorwürde der Theologischen Fakultät der Universität Leipzig für seine „herausragende künstlerische Aufnahme und Interpretation biblischer, christlich-religiöser und antiker Motive und Symbole“.

## Werkstandorte
Triegels Werke befinden sich im Kunstmuseum Walter in Augsburg, Bauernkriegspanorama in Bad Frankenhausen, im Bundespräsidialamt Schloss Bellevue Berlin, in der Stadtpfarrkirche St. Augustinus Dettelbach, in St. Laurentius zu Ebern, im Angermuseum Erfurt, in der Evangelische Kirche, Grave, in der Kunstsammlungen der Evangelisch-lutherischen Landeskirche Hannovers, im Leipziger Museum der bildenden Künste, in der Kunsthalle der Sparkasse Leipzig, Grassimuseum Leipzig, in der Sammlung der Leipziger VNG AG, in der Kunstsammlung Galerie Leipziger Hof, in der Sammlung Fritz P. Mayer, Kunstsammlung Dresdner Bank Naumburg, im Rathaus Plochingen, im Kulturamt des Landkreises Prignitz, in der Sammlung der Ostdeutschen Landesbausparkasse Potsdam, im Ministerium für Soziales, Gesundheit, Integration und Verbraucherschutz des Landes Brandenburg, in der Kartäusermuseum Tückelhausen, im Minneapolis Institute of Art in den USA, in St. Mauritius Wiesentheid, in der Sammlung der Commerzbank zu Wittenberg, in der Würzburger Dommusik, im Museum am Dom in Würzburg, in St. Peter und Paul Würzburg, in den Städtischen Museen Zittau sowie in verschiedenen privaten Sammlungen.
Das Gemälde „Menschwerdung“ aus dem Jahr 2017 befindet sich in der römisch-katholischen Pfarrkirche St. Oswald in Baunach.

## Ausstellungen (Auswahl)
- 1995: Neue Sächsische Galerie, Chemnitz
- 1996: Galerie Hotel Leipziger Hof
- 1996: Nassauischer Kunstverein, Wiesbaden
- 1996: Kunstmuseum, Bonn
- 1997: Museum der bildenden Künste, Leipzig
- 1997: Germanisches Nationalmuseum, Nürnberg
- 1997: Kunstverein Pirmasens, Pirmasens
- 1998: Art Show, New York
- 1999: Stadtmuseum, Bautzen
- 1999: Rupertinum, Salzburg
- 2000: Schloss Arolsen, Bad Arolsen
- 2000: Museum für Moderne Kunst, Bozen
- 2000: Art Frankfurt, Frankfurt am Main
- 2001: Kunstverein, Frankfurt am Main
- 2002: Art Cologne, Köln
- 2002: ARCO, Madrid
- 2002: Jesuitenkirche, Aschaffenburg
- 2002: Museum Maagdenhuis, Antwerpen
- 2003: Museum am Dom, Würzburg
- 2003: St.-Matthäus-Kirche, Berlin
- 2003: Neues Museum, Güstrow
- 2004: Museum am Dom, Würzburg
- 2005: Galerie Schwind, Leipzig
- 2006: Panorama Museum, Bad Frankenhausen[16]
- 2007: Museum Giersch, Frankfurt am Main
- 2007: Kunstverein Südsauerland, Olpe/Biggesee
- 2008: Museum am Dom, Würzburg
- 2008: Galerie Schwind, Leipzig/Frankfurt am Main
- 2008/2009: Leopold Museum, Wien
- 2009: Drents Museum, Assen, Niederlande
- 2009: Kunstverein Panitzsch bei Leipzig
- 2010: Museum St. Ulrich, Regensburg
- 2010: Galerie Alain Blondel, Paris
- 2010/2011: Museum der bildenden Künste, Leipzig (Verwandlung der Götter)
- 2011: Stiftung St. Matthäus, Berlin (Per Visibilia ad Invisibilia)
- 2011: Dommuseum Frankfurt (Papst Benedikt XVI Porträts)
- 2013: Kirche Panitzsch (Gemeinde Borsdorf bei Leipzig): „Arbeiten auf Papier“, Radierungen und Lithografien, Ausstellung vom 13. Oktober 2013 – bis Ende Januar 2014[17]
- 2014/2015: Kunsthalle Rostock (Werner Tübke, Michael Triegel – Zwei Meister aus Leipzig), 21. Juni bis 14. September 2014 und in Aschaffenburg, Kunsthalle Jesuitenkirche, 24. Januar bis 19. April 2015
- 2017: Museum der bildenden Künste, Leipzig (Logos und Bild), 11. Mai bis 6. August 2017
- 2018/2019: Angermuseum, Erfurt (Discordia concors), 18. November 2018 bis 17. Februar 2019 und im Museum de Fundatie, Zwolle vom 25. Mai – 1. September 2019
- 2025: Suermondt-Ludwig-Museum, Aachen,  (Jenseits des Sichtbaren. Die Bilderwelt von Michael Triegel), 9. März – 15. Juni 2025

### Filmbeiträge
- Maler Michael Triegel stellt Papst-Portrait vor. auf YouTube; LVZ online.
- Wie ein Deutscher den Papst malt auf YouTube; Deutsche Welle Fernsehen.
- Der Papst auf der art Karlsruhe auf YouTube; Katholisches Dekanat Karlsruhe.
- Michael Triegel: Durch das Sichtbare zum Unsichtbaren auf YouTube; Triegel stellt eigene Werke vor, 90 min.